# Nicole Faria
Nicole Estelle Faria (sinh ngày 9 tháng 2 năm 1990) là một người mẫu Ấn Độ và diễn viên đến từ Bangalore và là người chiến thắng cuộc thi Hoa hậu Trái Đất 2010. Cô là đại sứ thương hiệu cho các nhãn hàng như Clean & Clear, một dòng sản phẩm da liễu thuộc sở hữu của Johnson & Johnson và đại sứ thương hiệu quốc tế cho Đồng hồ đeo tay Frédérique Constant của Thụy Sĩ. Cô được giới thiệu trên trang bìa tạp chí thời trang và phong cách như Elle, Vogue, Cosmopolitan, JFW, Man's World Magazine và xuất hiện trên lịch Kingfisher vào năm 2014. Cô đã đóng góp đáng kể trong việc tuyên truyền nhận thức về ô nhiễm đối với hồ Rabindra Sarobar ở Kolkata, West Bengal.

## Tiểu sử

### Thời thơ ấu
Faria bước chân vào thời trang khi mới 15 tuổi, làm viẹc trong ngành công nghiệp ở Delhi, Mumbai, và Colombo, Sri Lanka. Từ đấu trường nhan sắc Hoa hậu Trái Đất, cô đã có cơ hội gia nhập Bollywood.. Trong một cuộc phỏng vấn, khi được hỏi cuộc sống của cô thay đổi thế nào khi chiến thắng Hoa hậu Trái Đất 2010, cô đã trả lời: "Nó đã thay đổi rất nhiều. Ngay sau chiến thắng, tôi bắt đầu làm việc tốt hơn và làm việc nhiều hơn. Và tôi đã gặp rất nhiều người mới, rất nhiều người tốt bụng, rất ấm áp. Tôi được đi du lịch khắp thế giới, xem nhiều nơi hơn, thưởng thức các nền văn hóa và truyền thống khác nhau, điều đó khiến tôi rất vui." Cô đã chụp cho các tạp chí thời trang bao gồm Elle, Cosmopolitan, Vogue. Cô đã đi trên đoạn đường nối trong Tuần lễ thời trang Lakme, Tuần lễ thời trang Wills Lifestyle Ấn Độ và Tuần lễ thời trang Colombo.

## Các cuộc thi sắc đẹp

### Hoa hậu Femina Ấn Độ 2010
Faria giành được ngôi vị Hoa hậu Trái Đất Ấn Độ 2010 tại cuộc thi sắc đẹp Pantaloons Femina Hoa hậu Ấn Độ 2010 ở Mumbai. Đây là cuộc thi sắc đẹp quốc gia ở Ấn Độ, cuộc thi này sẽ chọn ra 3 đại diện cho Ấn Độ tại đấu trường Hoa hậu Thế giới, Hoa hậu Quốc tế và Hoa hậu Trái Đất. Cô chiến thắng cùng với Manasvi Mamgai, Hoa hậu Thế giới Ấn Độ 2010 và Neha Hinge, Hoa hậu Quốc tế Ấn Độ 2010. Faria được trao vương miện bởi Shriya Kishore, Hoa hậu Trái Đất Ấn Độ 2009.

### Hoa hậu Trái Đất
Faria đại diện cho Ấn Độ tại cuộc thi Hoa hậu Trái Đất 2010 được tổ chức ở Nha Trang, Việt Nam và giành chiến thắng.
Cô còn chiến thắng phần thi phụ Hoa hậu Tài năng (Miss Talent). Cô đã trình diễn một điệu múa bụng duyên dáng kết hợp phong cách phương Đông và Trung Đông trong một sự kiện quyên góp 100 triệu đồng cho Hội Chữ thập đỏ Thành phố Hồ Chí Minh để hỗ trợ nạn nhân lũ lụt ở Việt Nam. Cô mặc một bộ trang phục màu trắng vàng lấp lánh và vượt qua 83 thí sinh khác. Cô đã kết thúc nhiệm kỳ của mình sau khi trao vương miện cho Olga Álava, Hoa hậu Trái Đất 2011 đến từ Ecuador.